# Rhadinus khargaiensis
Rhadinus khargaiensis là một loài ruồi trong họ Asilidae. Rhadinus khargaiensis được Efflatoun miêu tả năm 1937. Loài này phân bố ở vùng Cổ Bắc giới.